# Merwan Ifnaoui
Merwan Ifnaoui, né le 22 octobre 1998 à Colombes, est un footballeur français. Il joue au poste de milieu de terrain à l'ESTAC Troyes.

## Carrière
Merwan Ifnaoui grandit dans le quartier des Agnettes à Gennevilliers et joue successivement à La Garenne-Colombes, Asnières et au Red Star, puis revient à Gennevilliers en moins de 19 ans. 
En 2019, Ifnaoui tente sa chance dans le club portugais de Lagoa dans les Açores. La saison suivante, il revient en région parisienne et joue au Racing Club de France. En 2022-2023, il réalise un début de saison remarqué en National 2, avec sept buts et sept passes décisives. 
Il rejoint le Red Star en championnat National en février 2023, le montant du transfert est estimé à 50 000 €. Il s'y impose comme titulaire et, en mai 2024, reçoit de la Fédération française de football le titre de meilleur joueur du championnat pour la saison 2023-2024, contribuant largement au retour du club audonien en Ligue 2. 
La saison suivante il suit sa progression, restant un des joueurs les plus utilisés par son club, qui se maintient pour la première fois en Ligue 2 depuis 2016.

## Palmarès et distinctions
Racing Club de France
- Championnat National 3 : 2021-2022 [3]

Red Star
- Championnat National : 2023–2024 [4]

Individuel
- Meilleur joueur du Championnat National : 2023-2024[2]